# 齊溪
齊溪（1984年9月16日—），貴州貴陽人，中國大陸女演員。

## 生平
畢業於中央戲劇學院2002級導演系，在學期間即在知名舞台劇導演孟京輝的工作室學習，後因出任舞臺劇《戀愛的犀牛》2008年版女主角「明明」而打開知名度，並在拍攝電影前已演出數年舞臺劇。齊溪於大學期間，在中國第六代導演婁燁的副導演介紹下前往工作室試鏡，但未能選上婁燁執導的電影《春風沉醉的夜晚》與《花》的女主角。其後，婁燁聯繫齊溪，2012年邀請其參演電影《浮城謎事》，齊溪並以此獲得第49屆金馬獎最佳新演員獎。2022年文牧野導演邀請齊溪參演電影《奇蹟·笨小孩》，齐溪以其中“汪春梅”一角获得第35届中国电影金鸡奖最佳女配角奖。

## 作品

### 舞臺劇
- 《糊塗戲班》飾韋姬
- 《和睦家庭》飾瓦倫丁
- 《玻璃動物園》飾羅拉
- 《慾望號街車》飾白蘭琪
- 《我可憐的馬拉特》飾麗卡
- 2008年《戀愛的犀牛》飾明明
- 2008年《愛比死更冷酷》一人分飾三角
- 2010年《三個橘子的愛情》飾妹妹
- 2011年《蝴蝶變形記》飾女警察
- 2011年《新娘》飾溪溪
- 2011年《桃色辦公室》（《潮性辦公室》北京版）飾Rachel Ben

### 舞蹈劇
- 《搖籃》
- 《紅與黑》
- 《酥油飄香》
- 《山那邊的女人》
- 《向天堂的蝴蝶》

### 電視劇
- 2006年《魔幻手機》飾售票員
- 2013年《美人季》(網絡劇)飾紅姐
- 2014年《約會專家》飾柳林
- 2014年《愛的保鏢》飾孙铁铮
- 2016年《父親的身份》飾林莎
- 2016年《嘿，孩子》飾方向
- 2017年《春風十里，不如你》飾柳青[3]
- 2020年《在劫难逃》(網絡劇)飾赵敏
- 2021年《大宋宮詞》飾 郭清漪
- 2022年《风云战国之枭雄》(紀錄片)飾 宣太后
- 2024年《小夫妻》飾 孟非
- 2024年《边水往事》(網絡劇)飾 刘金翠
- 2025年《异人之下之决战！碧游村》(網絡劇)飾 曲彤

### 電視電影
- 2006年《尋子》飾李曉雲（主演）

### 短片
- 2008年《情歸同里》

### 電影
- 2012年《浮城謎事》飾桑琪
- 2012年《神探亨特張》飾紅衣女子（客串）
- 2012年《小魚吃大魚》飾白小羽
- 2014年《壞姐姐之拆婚聯盟》飾李水果
- 2015年《公路美人》飾敏瓊
- 2015年《萬物生長》飾白露
- 2016年《過年好》飾胡同神人F
- 2016年《减法人生》飾美食廚房學員
- 2016年《一句顶一万句》
- 2016年《神笔马娘》(網絡電影)
- 2017年《下海》
- 2018年《桃源》饰 曹淑娟
- 2018年《八個女人一台戲》
- 2018年《地球最后的夜晚》
- 2019年《地久天长》
- 2019年《吹哨人》
- 2020年《平静》
- 2022年《奇迹·笨小孩》饰 汪春梅
- 2022年《如果有一天我将会离开你》
- 2023年《不虚此行》饰 邵金穗
- 2023年《第八个嫌疑人》饰 杨芳
- 2024年《彷徨之刃》饰 何嘉
- 2024年《一部未完成的电影》饰 桑琪
- 2025年《脱缰者也》
- 待上映《一意孤行》
- 待上映《拓星者》
- 待上映《用武之地》饰 潘文佳

## 獎項
- 獲第五屆全軍文藝匯演優秀表演獎
- 獲第七屆全軍文藝匯演表演二等獎
- 獲第49屆金馬獎最佳新演員獎（《浮城謎事》）
- 獲第7屆亞洲電影大獎最佳新演員獎（《浮城謎事》）
- 獲第4屆電影青年手冊「華語十佳」年度新演員獎（《浮城謎事》）
- 獲第13屆華語電影傳媒大獎最佳新演員獎（《浮城謎事》）
- 獲第二届Lychee International Film Festival 荔枝国际电影节 最佳演员奖。
- 獲第35屆中國電影金雞獎最佳女配角獎（《奇蹟·笨小孩》）

## 個人生活
- 2012年9月28日，齊溪和演員宋宁峰結婚。2019年9月15日晚，齐溪发文宣布与宋宁峰离婚